# Ауривиллиус, Карл
Карл Ауривиллиус (швед. Carl Aurivillius, 2 августа 1717, Стокгольм — 19 января 1786, Уппсала) — шведский дипломат и востоковед, переводчик Королевской канцелярии. Преемник Линнея на посту непременного секретаря.

## Биография
Отцом будущего востоковеда был суперинтендант Магнус Петри Ауривиллиус (1673—1740), матерью — Маргарета Кристина фон Нумерс (1684—1781). С двенадцатилетнего возраста изучал восточные языки, в совершенстве овладев арабским, персидским, османским и грузинским языками. Получил образование в университетах Уппсалы (магистерский диспут 2 июня 1739 года), Парижском, Лейденском и Галле (в 1741—1744 годах). Учился и дружил с востоковедами Схюлтенсом и Фурмоном. В 1747 году назначен адъюнкт-профессором греческого и восточных языков в Уппсале после защиты магистерской диссертации об использовании арабского языка при исследовании древнееврейского вокализма. Неоднократно работал переводчиком дипломатических документов Королевской канцелярии, также был нанят для каталогизации рукописей королевы Ловисы Ульрики. В 1752 году удостоен докторской степени после защиты диссертации о космографии Ибн аль-Варди, в 1754 году назначен профессором элоквенции и в 1772 году — профессором восточных языков. Его учеником был Давид Окерблад. С 1757 года Ауривиллиус возглавлял Вестготскую студенческую нацию в университете. После отставки Линнея в 1767 году занял пост непременного секретаря Королевского научного сообщества в Уппсале. С 1773 года состоял в Библейской комиссии короля Густава III, по собственному почину перевёл почти весь Ветхий Завет на шведский язык.
В 1754 году он женился на Еве Ульрике Экерман (1733—1804), дочери Уппсальского профессора, от которой имел сына Пер Фабиан Ауривиллиус (1756—1829) и дочь Еву Марию Ауривиллиус (1758-1844).Занимал пост библиотекаря Уппсальского университета. Умер 19 января 1786 года в своём родном городе (Уппсале) в возрасте 68 лет.

## Научный вклад
Карл Цеттерстен именовал Ауривиллиуса ведущим шведским ориенталистом XVIII века. В этом столетии восточные языки преподавались только в Уппсальском университете (на богословском факультете), Карл с юных лет готовил себя к карьере филолога-классика и гебраиста. В двадцати годам он совершенстве овладел древнееврейским языком. Во время его заграничного путешествия Альберт Шультенс убедил его в важности изучения арабского языка для еврейских штудий. В 1747 году Ауривиллиус защитил диссертацию «De usu dialecti arabicæ in indaganda voiceum ebraicarum ignatione». Далее он занимался описанием арабских монет в шведских собраниях. Большим препятствием для издания его работ было отсутствие арабских шрифтов в типографиях Швеции. В 1752 году защитил докторскую диссертацию «Ex opere cosmographico Ibn Alvardi specific latine versa et illustrata notis». Его штудии в области грузинского языка пригодились в 1768 году при описании грузинской рукописи из собрания королевы Ловисы Ульрики.